# Liste der Biografien/Brie
Liste der Biografien |
Portal Biografien |
Personensuche
# |
A |
B |
C |
D |
E |
F |
G |
H |
I |
J |
K |
L |
M |
N |
O |
P |
Q |
R |
S |
T |
U |
V |
W |
X |
Y |
Z |
?
 
Ba |
Be |
Bd |
Bg |
Bh |
Bi |
Bj |
Bl |
Bm |
Bn |
Bo |
Br |
Bs |
Bu |
Bw |
By |
Bz
 
Bra |
Brc |
Brd |
Bre |
Brg |
Bri |
Brj |
Brk |
Brl |
Brn |
Bro |
Brp–Brt |
Bru |
Brv |
Bry |
Brz
 
Bria |
Brib |
Bric |
Brid |
Brie |
Brif |
Brig |
Brij |
Brik |
Bril |
Brim |
Brin |
Brio |
Briq |
Brir |
Bris |
Brit |
Briv |
Briw |
Brix |
Briz
Die Liste der Biografien führt alle Personen auf, die in der deutschsprachigen Wikipedia einen Artikel haben. Dieses ist eine Teilliste mit 149 Einträgen von Personen, deren Namen mit den Buchstaben „Brie“ beginnt.

## Brie
- Brie, Alison (* 1982), US-amerikanische SchauspielerinAlison Brie (* 1982)

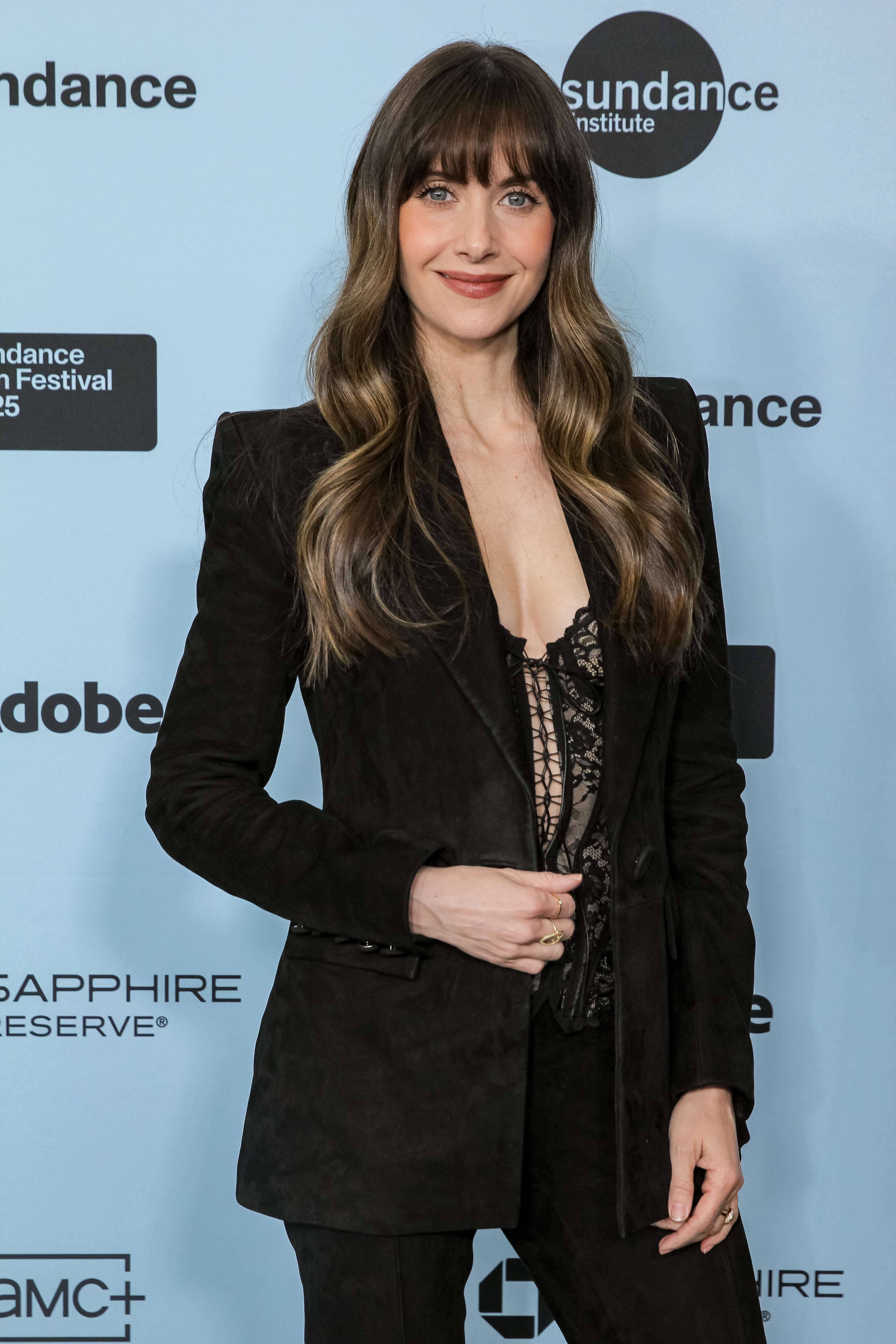
Alison Brie (* 1982)

- Brie, André (* 1950), deutscher Politiker (SED, PDS und Die Linke) und inoffizieller Mitarbeiter der DDR-Staatssicherheit
- Brie, Friedrich (1880–1948), deutscher Anglist und Hochschullehrer
- Brie, Germain de (1490–1538), französischer Humanist
- Brie, Hartmut (* 1943), deutscher Lyriker
- Brie, Horst (1923–2014), deutscher Diplomat, Botschafter der DDR
- Brie, Jean de (* 1336), französischer Schäfer und Autor
- Brie, Mademoiselle de (1630–1706), französische Schauspielerin
- Brie, Michael (* 1954), deutscher Philosoph, Stasi-IM
- Brie, Siegfried (1838–1931), deutscher Rechtsgelehrter; Hochschullehrer und Rektor
- Brie-Kölmel, Renate (* 1913), deutsche Studiendirektorin und Lyrikerin

### Brieb
- Briebach, Lothar (* 1947), deutscher Fußballspieler
- Briebach, Manfred (* 1950), deutscher Fußballspieler

### Briec
- Briechle, Ernst (1873–1929), Unternehmer und Senator in Danzig

### Bried
- Briede, Aleksandra (1901–1992), russisch-lettisch-sowjetische Bildhauerin
- Briede, Jakob († 1686), Bürgermeister von Kassel
- Briedé, Willem (1903–1962), niederländischer Kollaborateur
- Briedel, Johann von (1521–1571), Abt des Klosters Himmerod
- Brieden, Andreas, deutscher Statistiker
- Brieden, Jes (* 1974), amerikanische Singer-Songwriterin und Produzentin
- Brieden, Karin (* 1958), deutsche Medienmanagerin, Verwaltungsdirektorin des ZDF
- Brieden, Kaspar Friedrich (1844–1908), deutscher römisch-katholischer Priester
- Brieden, Norbert (* 1968), deutscher römisch-katholischer Theologe
- Briedienė, Vanda (1932–2013), litauische Politikerin, Mitglied des Seimas
- Briedis, Mairis (* 1985), lettischer Boxer
- Briedis, Mindaugas (* 1963), litauischer Politiker (KPdSU, TS-LKD)
- Briedis, Vytautas (1940–2019), sowjetischer Ruderer, der 1968 eine olympische Bronzemedaille gewann
- Briedl, Alexander (* 2002), österreichischer Fußballspieler

### Brief
- Briefs, Götz (1889–1974), deutscher Nationalökonom
- Briefs, Ulrich (1939–2005), deutscher Politiker (SPD, Grüne, PDS), MdB und Volkswirt

### Brieg
- Brieg, Sibylle Margarethe von (1620–1657), schlesische Adlige
- Briegel, Eva (* 1978), deutsche MusikerinEva Briegel (* 1978)

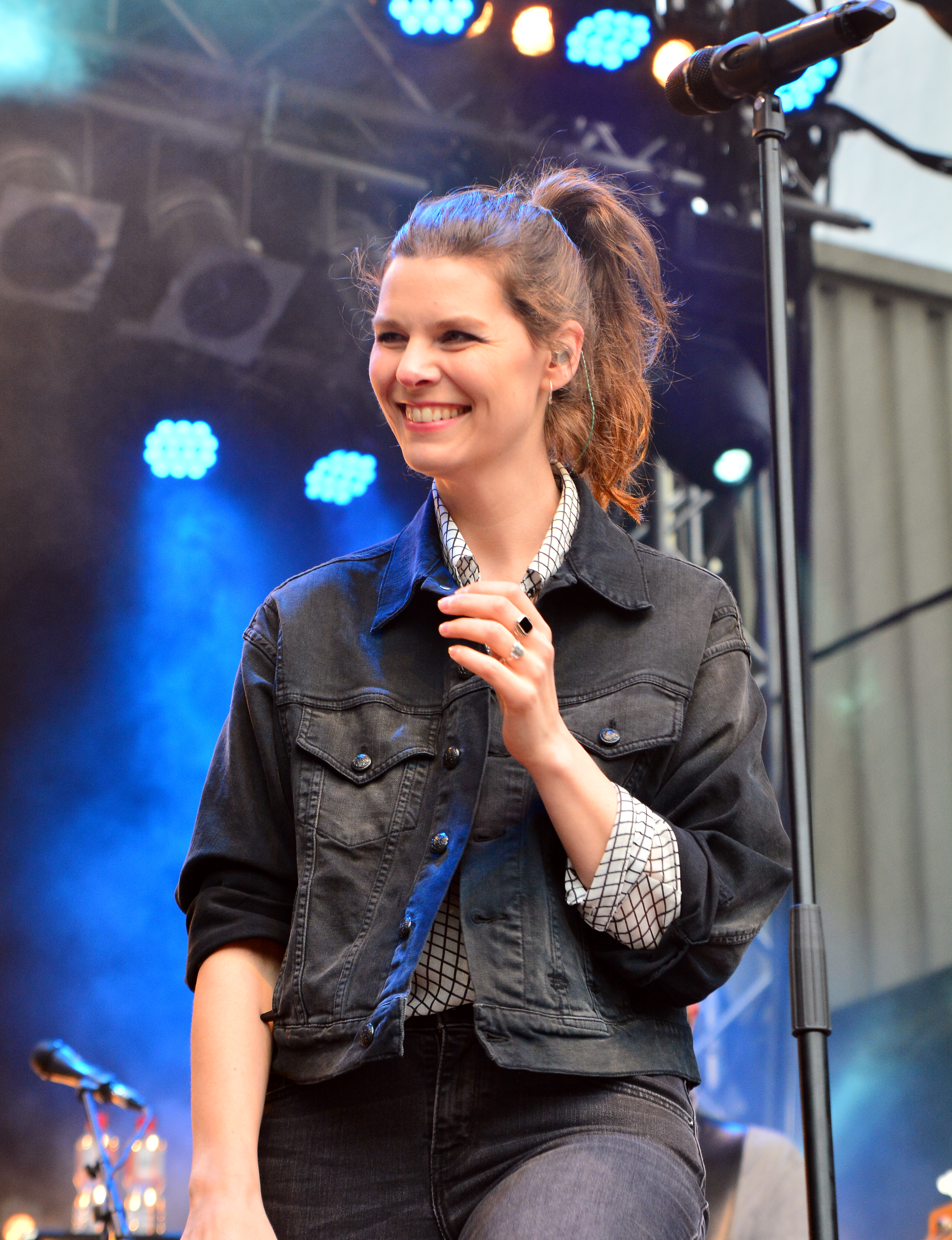
Eva Briegel (* 1978)

- Briegel, Hans J. (* 1962), deutscher Physiker
- Briegel, Hans-Peter (* 1955), deutscher Fußballspieler und -trainerHans-Peter Briegel (* 1955)

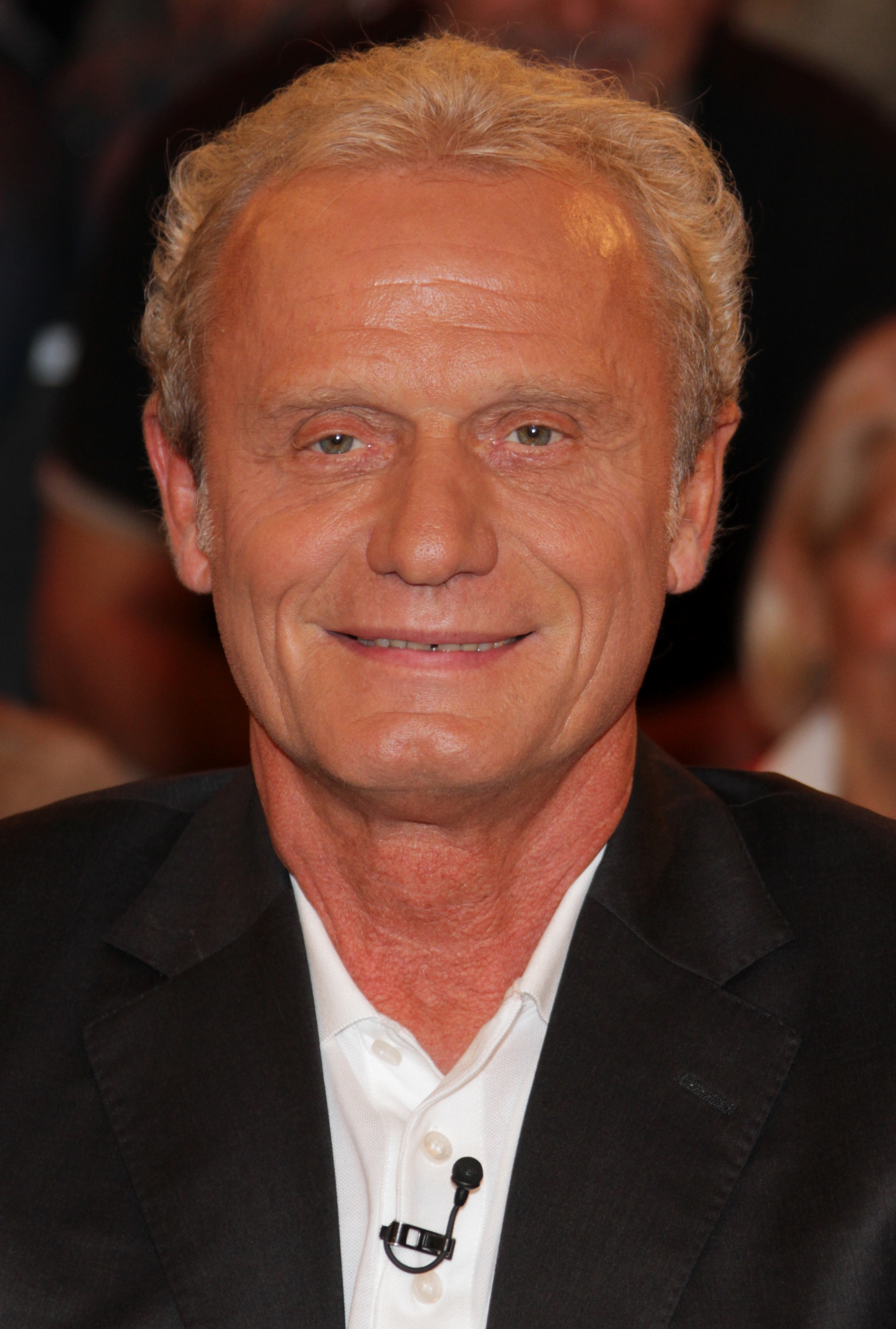
Hans-Peter Briegel (* 1955)

- Briegel, Wolfgang Carl (1626–1712), deutscher Komponist
- Brieger, Adolf (1832–1912), deutscher Altphilologe und Gymnasiallehrer
- Brieger, Ernst (1891–1969), deutsch-britischer Mediziner
- Brieger, Hubertus (1909–1978), deutscher Kinderarzt und Professor, Direktor der Universitätskinderklinik Greifswald
- Brieger, Johann (* 1962), österreichischer Diplomat
- Brieger, Lolita (* 1964), deutsches Opfer eines Tötungsdelikts
- Brieger, Lothar (1879–1949), deutscher Journalist und Kunsthistoriker
- Brieger, Ludwig (1849–1919), deutscher Mediziner
- Brieger, Nicolas (* 1943), deutscher Schauspieler für Bühne und Film, Regisseur für Schauspiel und Oper
- Brieger, Otto (1835–1904), deutscher Lehrer, Organist und Komponist
- Brieger, Peter (1898–1983), deutscher Kunsthistoriker
- Brieger, Robert (* 1956), österreichischer Offizier des Bundesheeres und General
- Brieger, Sven (* 1960), deutscher Synchronsprecher und Schauspieler
- Brieger, Theodor (1842–1915), deutscher evangelischer Theologe
- Briegleb, Elard (1822–1904), deutscher Geistlicher und Dialektdichter
- Briegleb, Hans Karl (1805–1879), deutscher Jurist und Politiker
- Briegleb, Jochen (1937–2008), deutscher Klassischer Archäologe, Bibliothekar
- Briegleb, Klaus (1932–2024), deutscher Literaturhistoriker und Herausgeber
- Briegleb, Moriz Adolph (1809–1872), deutscher Politiker, MdR
- Briegleb, Till (* 1962), deutscher Journalist und Schriftsteller
- Briegmann, Frank (* 1967), deutscher Musikmanager, Präsident Universal Music D/A/CH und Deutsche Grammophon

### Briej
- Briejer, Rie (1910–1999), niederländische Sprinterin und Weitspringerin

### Briel
- Briel, Dick (1950–2011), niederländischer Comiczeichner
- Briel, Fritz (1934–2017), deutscher Kanute
- Briel, Jonatan (1942–1988), deutscher Regisseur, Drehbuchautor und Darsteller
- Briel, Lou (* 1962), puerto-ricanischer Sänger, Komponist, Schauspieler, Fernsehmoderator und Produzent
- Briele, Tom (* 1956), deutscher Filmemacher
- Briele, Wolfgang van der (1894–1983), deutscher Germanist und Bibliothekar
- Brieler, Sigurd (* 1942), deutscher Chirurg
- Brielle, Aparna (* 1994), US-amerikanische SchauspielerinAparna Brielle (* 1994)

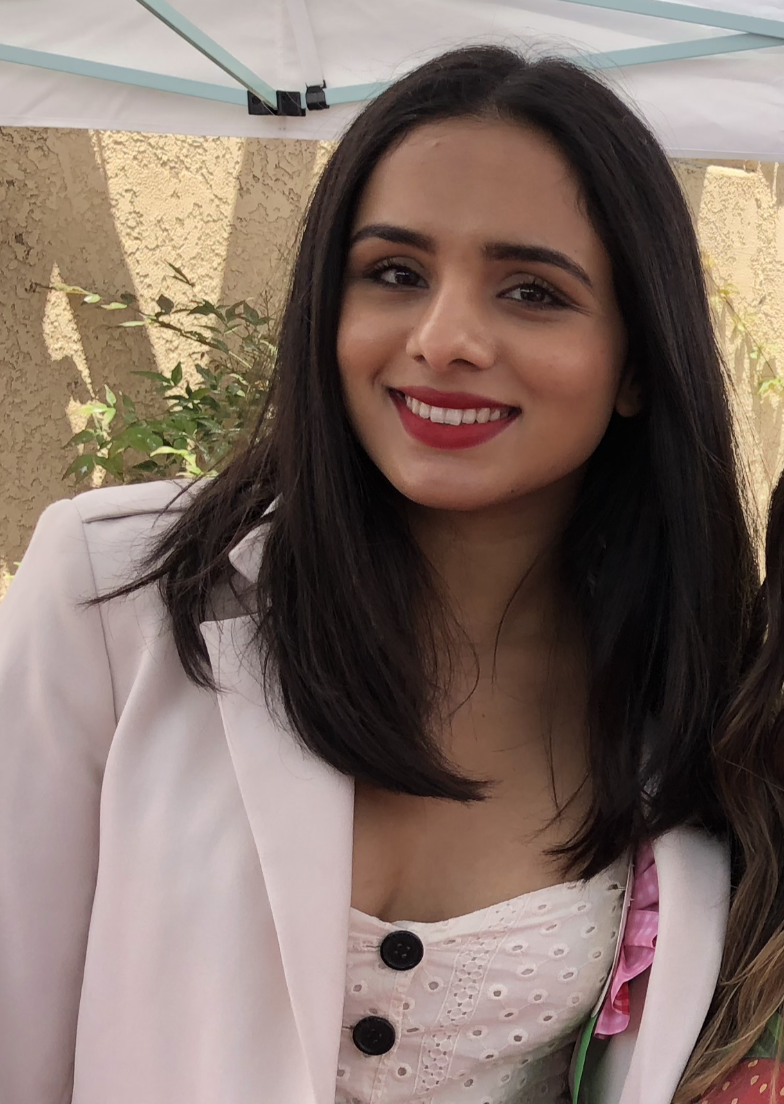
Aparna Brielle (* 1994)

- Brielmaier, Bret (* 1985), US-amerikanischer Basketballtrainer
- Brielmaier, Erhard (1841–1917), deutsch-amerikanischer Architekt im Kirchenbau
- Briels, Thomas (* 1987), belgischer Hockeyspieler

### Briem
- Briem, Herbert (* 1957), deutscher Fußballspieler und -trainer
- Briem, Tilla (1908–1980), deutsche Sängerin (Sopran) und Hochschullehrerin
- Briem, Wunibald (1841–1912), österreichischer Komponist
- Briemann, Wilhelm (1873–1947), deutscher politischer Aktivist und Parteifunktionär (NSDAP)

### Brien
- Brien, Roy (1930–1987), englischer Fußballspieler
- Brienen, Edwin (* 1971), niederländischer Filmregisseur
- Brienesse, Karin (* 1969), niederländische Schwimmerin
- Brienne, Comte de Conflans, Hubert de (1690–1777), französischer Vizeadmiral
- Brient, Ivan (* 1972), französischer römisch-katholischer Geistlicher und ehemaliger ernannter Weihbischof in Rennes
- Brienza, Franco (* 1979), italienischer Fußballspieler

### Brier
- Brier, Bob (* 1943), US-amerikanischer Ägyptologe
- Brier, Joe (* 1999), britischer Sprinter
- Brier, Markus (* 1968), österreichischer Golfsportler
- Brier, Tom (* 1971), US-amerikanischer Pianist und KomponistTom Brier (* 1971)

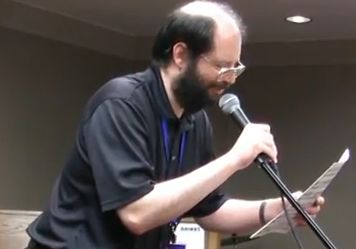
Tom Brier (* 1971)

- Brière de Boismont, Alexandre (1797–1881), französischer Arzt und Psychiater
- Brière de l’Isle, Louis Alexandre (1827–1896), französischer General
- Brière, Bastien (* 1983), französischer Mediziner und Autorennfahrer
- Brière, Benoît (* 1965), kanadischer Schauspieler
- Brière, Daniel (* 1977), kanadischer Eishockeyspieler und -funktionär
- Brière, Michel (1949–1971), kanadischer Eishockeyspieler
- Brière-Misme, Clotilde (1889–1970), französische Bibliothekarin, Kunstkritikerin und Kunsthistorikerin
- Brierley, Ken (1926–2004), englischer Fußballspieler
- Brierley, Saroo (* 1981), indischer Schriftsteller
- Brierley, William B. (1889–1963), britischer Mykologe
- Brierly, Cornelia (1913–2012), US-amerikanische Architektin
- Brierly, James Leslie (1881–1955), britischer Jurist, Professor an der Universität Oxford
- Brierre, Jean-Fernand (1909–1992), haitianischer Dichter und Schriftsteller französischer Sprache
- Briers, Lee (* 1978), walisischer Rugby-League-Spieler
- Briers, Lucy (* 1967), britische Theater- und Filmschauspielerin
- Briers, Richard (1934–2013), britischer Schauspieler

### Bries
- Bries, Falko (* 1963), deutscher Politiker (SPD), MdBB
- Briesch, Olli (* 1975), deutscher TV- und Radio-ModeratorOlli Briesch (* 1975)

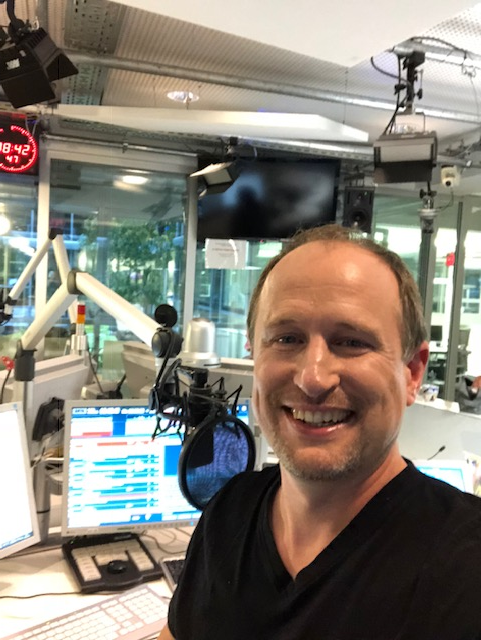
Olli Briesch (* 1975)

- Briese, Carl (1858–1931), preußischer Generalleutnant im Ersten Weltkrieg
- Briese, Erich (1869–1947), deutscher Bühnen- und Filmschauspieler
- Briese, Gaston (1898–1953), deutscher Schauspieler, Oberspielleiter und Theaterleiter
- Briese, Gerd (1897–1957), deutscher Schauspieler, Regisseur, Intendant und Drehbuchautor
- Briese, Hans-Hermann (* 1940), deutscher Mediziner und Mundart-Schriftsteller
- Briese, Max-David (* 2003), deutscher Bahnradsportler
- Briese, Olaf (* 1963), deutscher Kulturwissenschaftler
- Briese, Ralf (1971–2011), deutscher Politiker (Bündnis 90/Die Grünen), MdL
- Briese, Reinhard (* 1942), deutscher Politiker (CDU)
- Briese-Baetke, Simone (* 1966), deutsche Rollstuhlfechterin
- Briesemeister, Dietrich (* 1934), deutscher Romanist
- Briesemeister, Otto (1866–1910), deutscher Arzt und Opernsänger (Tenor)
- Briesen, Adalbert Konstantin von († 1698), polnischer Starost, Woiwode und Senator, Freund des großen Kurfürsten
- Briesen, Alfred von (1849–1914), preußischer General der Infanterie im Ersten Weltkrieg
- Briesen, Arthur von (1891–1981), deutscher Generalmajor der Wehrmacht im Zweiten Weltkrieg
- Briesen, August von (1935–2003), deutsch-ungarischer Maler, Lithograf, Zeichner und Illustrator
- Briesen, Constantin von (1821–1877), preußischer Landrat
- Briesen, Detlef (* 1957), deutscher Historiker und Hochschullehrer
- Briesen, Emy von (1857–1936), deutsche Malerin, Radiererin und Dichterin
- Briesen, Karl von (1765–1834), preußischer Generalleutnant
- Briesen, Kurt von (1883–1941), deutscher General der Infanterie im Zweiten WeltkriegKurt von Briesen (1883–1941)

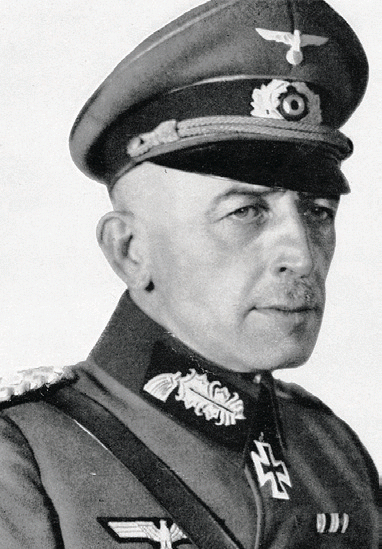
Kurt von Briesen (1883–1941)

- Briesen, Louis Arthur von (1819–1896), preußischer Generalleutnant
- Briesen, Ludwig von (1773–1859), preußischer Landrat
- Briesen, Otto von (1832–1905), preußischer Generalleutnant
- Briesen, Reinhold von (1805–1882), preußischer Generalleutnant
- Briesenick, Hartmut (1949–2013), deutscher Leichtathlet und Olympiamedaillengewinner
- Briesewitz, Uta (* 1967), deutsche Kamerafrau und Fernsehregisseurin
- Brieske, Hans-Joachim, deutscher Schauspieler und Hörspielsprecher
- Brieske, Vera (* 1967), deutsche Archäologin
- Brieskorn, Carl Heinz (1913–2000), deutscher Pharmazeut und Lebensmittelchemiker
- Brieskorn, Egbert (1936–2013), deutscher Mathematiker
- Brieskorn, Norbert (* 1944), deutscher Ordensgeistlicher und Rechtsphilosoph
- Brieskorn, Paul (* 1887), Politiker in Danzig und NS-Opfer
- Briesmann, Johann (1488–1549), deutscher Theologe und Reformator
- Briessen, Fritz van (1906–1987), deutscher Schriftsteller und Diplomat
- Brießmann, Annegrit (* 1972), deutsche Rollstuhlbasketballspielerin
- Brießmann, Ermin (1936–2010), deutscher Jurist
- Briest, Anne-Sophie (* 1974), deutsche SchauspielerinAnne-Sophie Briest (* 1974)

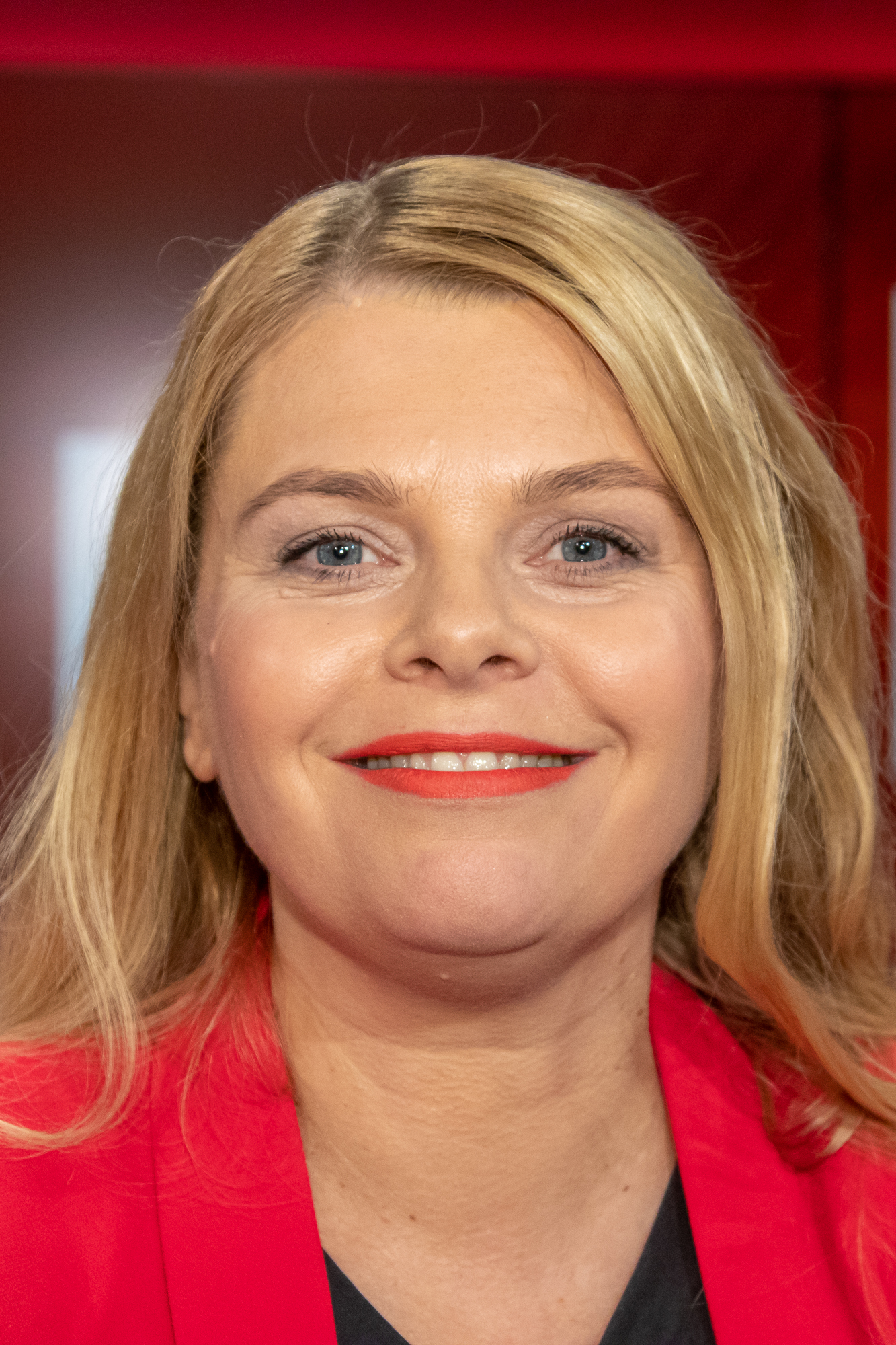
Anne-Sophie Briest (* 1974)

- Briest, Eckard (1909–1992), deutscher Botschafter
- Briest, Jakob Friedrich von (1695–1768), preußischer Generalmajor, Kommandeur des Infanterieregiments Nr. 12

### Briet
- Bríet Bjarnhéðinsdóttir (1856–1940), isländische Frauenrechtlerin
- Briet, Thibaud (* 1999), französischer Handballspieler
- Brietzke, Arthur von (1848–1930), preußischer General der Infanterie
- Brietzke, Dirk (* 1964), deutscher Historiker und Sachbuchautor
- Brietzke, Hans Christian von (1705–1783), preußischer Generalleutnant, Chef des Füsilierregiments Nr. 44
- Brietzke, Karl von (1603–1647), Mitglied der Fruchtbringenden Gesellschaft
- Brietzke, Siegfried (* 1952), deutscher Ruderer
- Brietzke, Yvonne (* 1999), deutsche Fußballspielerin

### Brieu
- Brieux, Eugène (1858–1932), französischer Schriftsteller und Journalist

### Briez
- Briezen, Juan (1928–2007), niederländischer Fußballspieler